# 激しい雨
『激しい雨』（はげしいあめ、Hard Rain）は、1976年にリリースされたボブ・ディランのライブ・アルバム。1976年4月からスタートした、"第2期"「ローリング・サンダー・レヴュー」の5月16日公演から4曲、5月23日公演から5曲が収録されている。
ビルボード200チャートで最高17位、全英アルバム・チャートで3位を記録した。RIAAよりゴールド・ディスクに認定されている。

## 解説
本作では5月23日のフォートコリンズ公演をメインに位置づけている。この公演はコロラド州立大学のヒューズ・スタジアムにて行われた野外ライブであった。しかし、当日は雨に見舞われ、観客は傘や合羽を身につける状況となってしまった。その中で「はげしい雨が降る」が演奏された（本作には未収録）ことが、このアルバムの名前の由来だといわれている。
この公演ではテレビ収録も行われ、このアルバム発表と同時期にNBCのテレビスペシャル『Hard Rain』として、全米で放送された（未ビデオ化）。日本ではディランの来日に合わせて、翌年の1977年に一部曲目を変えて、東京12チャンネル（現・テレビ東京）にて『ボブ・ディラン・ライブ・コンサート・スペシャル 激しい雨』が放送された。
1975年10月 - 12月に行われていた"第1期"「ローリング・サンダー・レヴュー」の時とは、演奏のアレンジやライブの形式が異なっている。第1期がゲリラ的で反響を呼んだのに対し、この第2期ではそのような盛り上がりがなく、当時の評判は決して良くなかった。しかし後年、このライブやテレビ放送がブートレグとして多く出回るようになった。
2010年8月31日の『ローリング・ストーン』の記事では、ディランに近い人物が、テレビスペシャル『Hard Rain』のDVD発売に取り組んでいると発言したことが、報じられている。
なおこのアルバムは、5月16日のフォートワース公演からも4曲が収録されている。最初のCD化では6曲目の「嵐からの隠れ場所」の冒頭が編集し直されたが、2013年のリマスター盤では、曲間部分の多くが新たに編集し直されている。

## 収録曲
特記なき楽曲はボブ・ディラン作詞・作曲

### Side 1
1. マギーズ・ファーム - Maggie's Farm - 5:23
2. いつもの朝に - One Too Many Mornings - 3:47
3. メンフィス・ブルース・アゲイン - Stuck Inside Of Mobile With The Memphis Blues Again - 6:01
4. オー・シスター - Oh, Sister - 5:08
  - 作詞・作曲: ディラン、ジャック・レヴィ
5. レイ・レディ・レイ - Lay Lady Lay - 4:47

### Side 2
1. 嵐からの隠れ場所 - Shelter From The Storm - 5:29
2. きみは大きな存在 - You're A Big Girl Now - 7:01
3. アイ・スリュウ・イット・オール・アウェイ - I Threw It All Away - 3:18
4. 愚かな風 - Idiot Wind - 10:21

LP盤の裏ジャケットでは曲目が適当に並べられ、"See Label For Sequence"というただし書きがされていた。その意図は不明。

## テレビ放映されながらアルバム未収録の曲
- はげしい雨が降る - A Hard Rain's A-Gonna Fall
- 風に吹かれて - Blowin' In The Wind
- ディポーティー - Deportees
- レイルロード・ボーイ - Railroad Boy
- ダーク・アズ・ダンジョン - Dark As A Dungeon
- あわれな移民 - I Pity The Poor Immigrant
- モザンビーク - Mozambique
- 天国への扉 - Knockin' On Heaven's Door

## パーソネル

### 参加ミュージシャン
- ボブ・ディラン - ボーカル、ギター
- ミック・ロンソン - ギター (courtesy of RCAレコード)
- T・ボーン・バーネット - ギター、ピアノ
- スティーブン・ソールズ - ギター、バック・ボーカル
- デビッド・マンスフィールド - ギター
- ロブ・ストーナー - ベース、バック・ボーカル
- ハワード・ワイエス - ドラムス、ピアノ
- ゲイリー・バーク - ドラムス
- スカーレット・リヴェラ - ストリングス

### 制作スタッフ
- ドン・デヴィトー&ボブ・ディラン - プロデューサー
- Don Meehan - レコーディング＆ミキシング・エンジニア
- Lou Waxman - テープ・リサーチ・チーフ
- ケン・レーガン - ジャケット・カバー写真
- ジョエル・バーンスタイン - バック・カバー写真
- ポーラ・シェア - カバー・デザイン

## リリース
| 国       | 日付          | レーベル   | 規格         | カタログ番号 | 付記                                                     |
| -------- | ------------- | ---------- | ------------ | ------------ | -------------------------------------------------------- |
| アメリカ | 1976年9月13日 | コロムビア | LP           | PC 34349     |                                                          |
| イギリス |               | CBS        | LP           | S 86016      |                                                          |
| 日本     | 1976年        | CBSソニー  | LP           | 25AP 290     |                                                          |
| 日本     | 1991年12月1日 | ソニー     | CD           | SRCS-6169    | NICE PRICE LINE                                          |
| 日本     | 2014年4月23日 | ソニー     | Blu-spec CD2 | SICP-30496   | 2013年デジタル・リマスター、紙ジャケット、完全生産限定盤 |